# إريك فيدلر
إريك فيدلر (بالألمانية: Erich Fiedler) هو ممثل ألماني، ولد في 15 مارس 1901 في ألمانيا، وتوفي بنفس المكان في 19 مايو 1981.

## وصلات خارجية
- إريك فيدلر على موقع IMDb (الإنجليزية)
- إريك فيدلر على موقع ألو سيني (الفرنسية)
- إريك فيدلر على موقع أول موفي (الإنجليزية)
- إريك فيدلر على موقع قاعدة بيانات الأفلام السويدية (السويدية)
- إريك فيدلر على موقع قاعدة بيانات الفيلم (الإنجليزية)
- إريك فيدلر على موقع كينوبويسك (الروسية)